# Fabiola Cuvi Ortiz
Fabiola Cuvi Ortiz es una economista ecuatoriana, conocida por ser la ideóloga y fundadora del Seguro Social Campesino en 1969. 

## Trayectoria
Se ha dedicado a trabajar por causa de la mujer y su integración al desarrollo socioeconómico del país, cuyo fin es alcanzar igualdad de oportunidades, de remuneraciones, de derechos y de poder de decisión.
En los años 60 ganó una beca para estudiar Seguridad Social y Ciencias Administrativas en el Instituto Iberoamericano de Seguridad Social en la Universidad Complutense de Madrid, el cual le ayudó a crear el proyecto para ayudar a los campesinos del Ecuador. En 1982 se convirtió en la primera mujer de Ecuador en graduarse en el Colegio Interamericano de Defensa de Washington D. C..
A lo largo de su trayectoria ha ocupado diversos cargos en instituciones nacionales e internacionales, siendo la fundadora y primera directora del Seguro Social Campesino en Ecuador en 1968 y de la Oficina Nacional de la Mujer en 1980. Entre 1975 y 1988 ocupó diferentes posiciones en el Seguro Social Ecuatoriano, entre ellas directora de crédito, jefe de la división financiera y directora Económica, convirtiéndose en 1987 en la fundadora y la primera presidente de su Frente Femenino.
En 1976, creó el Comité de Cooperación con la Comisión Interamericana de Mujeres (CECIM), el cual fue parte y fue por siete años su secretaria ejecutiva, el cual mereció la candidatura de Secretaria Ejecutiva de la Comisión Interamericana de Mujeres (CIM) en Washington.  En 1988 se convirtió en la directora y fundadora del Instituto Ecuatoriano de Investigaciones y Capacitación de la Mujer, (IECAIM). En 1989 fue nombrada presidenta del Instituto Internacional de Investigaciones y Capacitación de las Naciones Unidas para la Promoción de la Mujer (INSTRAW).
En 1993 se convirtió en Embajadora de la Paz de la Universidad Europea para la Paz (EPU), en Austria. En 1996 se convirtió en subsecretaria del Ministerio de Salud de Ecuador.
Es parte del Círculo Femenino Hispánico, Colegio de Economistas de Quito, Club Femenino de Cultura, Comisión Nacional Permanente de Conmemoraciones Cívicas de la Presidencia de la República, entre otras organizaciones, participaciones, aportes internacionales y publicaciones.

## Distinciones
Ganadora del premio “Matilde Hidalgo" por su permanente aporte al desarrollo integral del país, por ser ciudadana ejemplar, con un enriquecedor testimonio de trabajo y tesón para fortalecer los procesos de cambio que precisa la sociedad.
En 2012 recibió la segunda mención del premio Manuela Espejo, por su dedicación a la defensa de los derechos de los campesinos y de las mujeres desde 1968.

## Obras
- La mujer en el Ecuador precolombino (2005)[8]
- La mujer, la seguridad social y el trabajo (2001)[9]
- Fundación del seguro social campesino en el Ecuador (2014)[10]
- Pioneras del Movimiento Femenino (2014)[11]